# Liechtenstein op de Olympische Zomerspelen 1976
Liechtenstein nam deel aan de Olympische Zomerspelen 1976 in Montréal, Canada. Net als bij de zeven eerdere deelnames werd ook dit keer geen medaille gewonnen.

## Deelnemers en resultaten

### Atletiek
| Olympiër       | Discipline | Resultaat | Prestatie               |
| -------------- | ---------- | --------- | ----------------------- |
| Günther Hasler | 800m (m)   | 27e       | serie 3: 5de in 1.48,83 |
| Günther Hasler | 1500m (m)  | 21e       | serie 2: 7de in 3.39,34 |
|                |            |           |                         |
| Helen Ritter   | 200m (v)   | 35e       | serie 4: 7de in 26,15   |
| Helen Ritter   | 400m (v)   | 39e       | serie 5: 6de in 58,52   |
| Maria Ritter   | 800m (v)   | 34e       | serie 3: 7de in 2.14,39 |

### Judo
| Olympiër           | Discipline      | Resultaat | Prestatie                                    |
| ------------------ | --------------- | --------- | -------------------------------------------- |
| Fritz Kaiser       | -80kg (m)       | 19e       | 1ste ronde: V van VEN Huber                  |
| Paul Büchel        | -93kg (m)       | 18e       | 1ste ronde: vrij 2de ronde: V van POL Reiter |
| Hansjakob Schädler | +93kg (m)       | 17e       | 1ste ronde: V van SEN Kote                   |
| Hansjakob Schädler | open klasse (m) | 16e       | 1ste ronde: vrij 2de ronde: V van USA Wooley |

Amerikaanse Maagdeneilanden · Andorra · Antigua en Barbuda · Argentinië · Australië · Bahama's · Barbados · België · Belize · Bermuda · Bolivia · Bondsrepubliek Duitsland · Brazilië · Bulgarije · Canada · Chili · Colombia · Costa Rica · Cuba · Denemarken · Dominicaanse Republiek · Duitse Democratische Republiek · Ecuador · Egypte · Fiji · Filipijnen · Finland · Frankrijk · Griekenland · Groot-Brittannië · Guatemala · Haïti · Honduras · Hongarije · Hongkong · Ierland · IJsland · India · Indonesië · Iran · Israël · Italië · Ivoorkust · Jamaica · Japan · Joegoslavië · Kaaimaneilanden · Kameroen · Koeweit · Libanon · Liechtenstein · Luxemburg · Maleisië · Marokko · Mexico · Monaco · Mongolië · Nederland · Nederlandse Antillen · Nepal · Nicaragua · Nieuw-Zeeland · Noord-Korea · Noorwegen · Oostenrijk · Pakistan · Panama · Papoea-Nieuw-Guinea · Paraguay · Peru · Polen · Portugal · Puerto Rico · Roemenië · San Marino · Saoedi-Arabië · Senegal · Singapore · Sovjet-Unie · Spanje · Suriname · Thailand · Trinidad en Tobago · Tsjecho-Slowakije · Tunesië · Turkije · Uruguay · Venezuela · Verenigde Staten · Zuid-Korea · Zweden · Zwitserland